# Jamochłony
Jamochłony (Coelenterata) – tradycyjna nazwa grupy bezkręgowców wodnych obejmującej parzydełkowce i żebropławy (a czasem również gąbki), między którymi nie potwierdzono bliskiego pokrewieństwa. Grupa ta obejmuje ok. 15 tys. gatunków. Nazwa jamochłony wywodzi się z dawnego przekonania, że jama tych organizmów – zwana celenteronem (łac. coelenteron) – służy do trawienia i rozprowadzania pokarmu, natomiast wyścielające ją komórki wchłaniają rozłożony pokarm.

## Cechy charakterystyczne
- obecność ektodermy i gastrodermy (zwierzęta dwuwarstwowe) z warstwą mezoglei,
- symetria promienista, niekiedy dwupłaszczyznowa,
- jama chłonąco-trawiąca,
- komórki parzydełkowe (nie występują u żebropławów),
- siateczkowaty układ nerwowy,
- postać polipa, meduzy lub metageneza.

Brak u nich jakichkolwiek śladów szkieletu – z wyjątkiem korali, których miękkie ciała otoczone są twardą, wapienną osłonką. Jamochłony mają komórki nerwowe i mięśniowe.
Największe okazy znajdują się wśród meduz, z których prawie wszystkie są zwierzętami o kształcie parasola lub dzwonu, z otworem gębowym na spodniej części ciała. Większość meduz nie jest większa od spodka, jednak zdarzają się też prawdziwe giganty, o średnicy ciała do 2 m i czułkach długości nawet 70 m.
Większość jamochłonów do chwytania zdobyczy używa czułków, na końcach których znajdują się parzydełka. Obezwładnia ofiarę i umieszcza pokarm w jamie gębowej, gdzie jest częściowo trawiony przez enzymy, a następnie w wodniczkach pokarmowych. Jamochłony wydalają zbędne składniki tą samą drogą, jaką pobierają pokarm. Nawet korale to drapieżcy, wykorzystujący komórki parzydełkowe na swych czułkach do paraliżowania mikroskopijnych żyjątek wodnych. Parzydełka niektórych meduz są bardzo niebezpieczne dla pływaków. Jad australijskiej meduzy zwanej „osą morską” (Chironex fleckeri) może zabić człowieka w ciągu kilku minut.

## Poruszanie się
W ektodermie posiadają komórki nabłonkowo-mięśniowe uczestniczące w poruszaniu się. Meduza chełbi modrej porusza się na zasadzie odrzutu wody, zassanej wcześniej do jamy chłonąco-trawiącej. Osiadły polip stułbi płowej porusza się pełzając lub koziołkując.